# Бише, Керри
Керри Линн Бише (англ. Kerry Lynne Bishé; род. 1 мая 1984, Новая Зеландия) — американская актриса. Получила известность благодаря ролям в фильмах «Виртуальность», «Операция «Арго»», а также сериалах «Клиника» и «Остановись и гори».

## Биография
Керри Бише родилась 1 мая 1984 года в Новой Зеландии. Вскоре вместе с семьёй переехала в Глен-Ридж, штат Нью-Джерси. В 2002 году окончила Академию Монтклэр Кимберли, где её отец Кеннет Бише преподавал социологию. Затем училась в Северо-Западном университете.
Дебютировала в кино в 2007 году в фильме «Полжизни Мейсона Лейка». В 2009 году сыграла одну из главных ролей в фильме «Виртуальность». С 2009 по 2010 год снималась в сериале «Клиника». В 2012 году снялась в фильме «Операция «Арго»», за роль в котором была удостоена нескольких наград и номинаций. С 2014 по 2017 год снималась в сериале «Остановись и гори». В 2016 году вышел новый фильм с её участием — «Прорыв».

## Личная жизнь
C 2017 года состоит в отношениях с актёром Крисом Лоуэллом. В начале 2021 года у пары родилась дочь.

## Фильмография
| Год       |     | Русское название               | Оригинальное название           | Роль                   |
| --------- | --- | ------------------------------ | ------------------------------- | ---------------------- |
| 2007      | ф   | Полжизни Мейсона Лейка         | The Half Life of Mason Lake     | Сара Роузен            |
| 2008      | ф   | Счастливчики                   | The Lucky Ones                  | студентка колледжа     |
| 2008      | ф   | Секс в большом городе          | Sex and the City: the Movie     | девушка                |
| 2008      | ф   | Дублерша                       | The Understudy                  | Эйприл                 |
| 2008      | тф  | Ночная жизнь                   | Night Life                      | Виолет                 |
| 2009      | ф   | Материнство                    | Motherhood                      | хорошая мама           |
| 2009      | с   | Жизнь на Марсе                 | Life on Mars                    | Ева Флэннери           |
| 2009      | с   | Дорогой доктор                 | Royal Pains                     | Эмма Ньюберг           |
| 2009      | тф  | Виртуальность                  | Virtuality                      | Билли Кашмири          |
| 2009—2010 | с   | Клиника                        | Scrubs                          | Люси Беннетт           |
| 2010      | ф   | Мескада                        | Meskada                         | Эмили Кордайн          |
| 2010      | ф   | Хороший парень Джонни          | Nice Guy Johnny                 | Брук                   |
| 2011      | тф  | Айсленд                        | Iceland                         | Маккензи               |
| 2011      | ф   | Красный штат                   | Red State                       | Шайенн                 |
| 2011      | ф   | Турецкая чаша                  | Turkey Bowl                     | Керри                  |
| 2011      | ф   | Новобрачные                    | Newlyweds                       | Линда                  |
| 2012      | ф   | Операция «Арго»                | Argo                            | Кэти Стеффорд          |
| 2012      | ф   | Рождество Фитцджеральдов       | The Fitzgerald Family Christmas | Шэрон                  |
| 2013      | ф   | Макс Роуз                      | Max Rose                        | Энни Роуз              |
| 2013      | ф   | Прощай, мир                    | Goodbye World                   | Лили                   |
| 2013      | ф   | Торжественный финал            | Grand Piano                     | Эмма Селзник           |
| 2013      | ф   | Голубая дорога                 | Blue Highway                    | Керри                  |
| 2014—2017 | с   | Остановись и гори              | Halt and Catch Fire             | Донна Кларк            |
| 2015      | с   | Общественная мораль            | Public Morals                   | Сара                   |
| 2016      | с   | Миллиарды                      | Billions                        | Элис                   |
| 2016      | кор | Восстание                      | Rise                            | робот                  |
| 2016      | ф   | Билет                          | The Ticket                      | Джессика               |
| 2016      | ф   | Прорыв                         | Rupture                         | Диана                  |
| 2016      | кор | Он не хочет мира               | He Does Not Want Peace          | Оливия Бейкон          |
| 2016      | тф  | Брук                           | Brooke                          | Брук                   |
| 2017      | с   | Нарко                          | Narcos                          | Кристина Хурадо        |
| 2018      | ф   | Как это заканчивается          | How It Ends                     | Мег                    |
| 2018      | с   | Романовы                       | The Romanoffs                   | Шелли Романофф         |
| 2019      | ки  | Telling Lies                   | Telling Lies                    | Эмма                   |
| 2020      | ф   | Вечерний час                   | The Evening Hour                | Лейси Купер            |
| 2020      | с   | Страшные сказки: Город ангелов | Penny Dreadful: City of Angels  | сестра Молли Финнистер |
| 2021      | ф   | К счастью                      | Happily                         | Джанет                 |
| 2024      | ф   | Мадам Паутина                  | Madame Web                      | Констанция Уэбб        |

## Награды и номинации
| Год  | Награда                                  | Категория                              | Работа            | Результат |
| ---- | ---------------------------------------- | -------------------------------------- | ----------------- | --------- |
| 2011 | Fright Meter Awards                      | Лучшая актриса второго плана           | Красный штат      | Номинация |
| 2012 | Голливудский кинофестиваль               | Актёрский ансамбль года                | Операция «Арго»   | Победа    |
| 2012 | Awards Circuit Community Awards          | Лучший актёрский ансамбль              | Операция «Арго»   | Номинация |
| 2012 | Phoenix Film Critics Society Awards      | Лучший актёрский ансамбль              | Операция «Арго»   | Номинация |
| 2012 | San Diego Film Critics Society Awards    | Лучший актёрский ансамбль              | Операция «Арго»   | Номинация |
| 2013 | Central Ohio Film Critics Association    | Лучший актёрский ансамбль              | Операция «Арго»   | Номинация |
| 2013 | Palm Springs International Film Festival | Лучший актёрский ансамбль              | Операция «Арго»   | Победа    |
| 2013 | Премия Гильдии киноактёров США           | Лучший актёрский состав в игровом кино | Операция «Арго»   | Победа    |
| 2018 | Women's Image Network Awards             | Лучшая актриса драматического сериала  | Остановись и гори | Номинация |